# Palmolive (musicienne)
Pour les articles homonymes, voir Palmolive.
Paloma McLardy née Paloma Romero, dite Palmolive, est une batteuse espagnole, principalement connue comme membre des Slits, née le 3 janvier 1954 en Espagne.

## Biographie
Paloma Romero naît dans le sud de l'Espagne et dans le nord de l’Afrique, dans une famille de neuf enfants ; elle partage une chambre dans l'appartement de sa famille avec ses quatre sœurs. Elle étudie à l'école catholique, mais à partir de treize ans, elle s'ennuie et commence à défier l'autorité. Elle s'installe à Madrid et constate qu'elle est toujours mécontente de la vie en Espagne. En 1972, Romero déménage à Londres, en Angleterre. Dans l'ouest de Londres, elle vit dans des squats avec différents groupes de hippies.
Pendant son séjour à Londres, Romero emménage dans un appartement avec son ami John Graham Mellor (alors surnommé « Woody »). À ce moment le punk explose à Londres : Mellor rejoint The Clash et change son nom pour Joe Strummer. Lorsque Paloma rencontre le bassiste de la formation, Paul Simonon, il lui demande son nom. Incapable de prononcer « Paloma », Simonon l'appelle « Palmolive », qu'elle adopte comme nom de scène.
Strummer présente Palmolive aux Sex Pistols ; avec leur bassiste Sid Vicious, elle a déjà joué dans le groupe éphémère The Flowers of Romance aux côtés de la guitariste Viv Albertine. Après avoir assisté à un concert de Patti Smith, Palmolive rencontre Ari Up, qui a seulement quatorze ans, et l'invite à former un groupe punk entièrement féminin nommé The Slits, auquel se joint Kate Korus et Suzi Gutsy. Dès le début, The Slits attire l'attention par leurs pitreries ; elles donnent des concerts avec The Clash, les Sex Pistols, les Buzzcocks, Subway Sect et autres groupes de la scène punk de Londres. Pendant son passage au sein du groupe, Palmolive a écrit plusieurs chansons de The Slits, y compris Shoplifting, Number One Enemy, Newtown, FM et Adventures Close to Home, dont certaines ont été enregistrées pour le Slits '1977 Peel Sessions avec des tambours. En 1978, les tensions avec les autres membres du groupe et leur manager, Malcolm McLaren, conduit au départ de Palmolive, et bien que beaucoup de ses chansons apparaissent en 1979 dans le premier album, Palmolive avait déjà tourné la page.
Palmolive rejoint un autre groupe punk féminin, The Raincoats, en 1979, avec qui elle enregistre un seul album. Le groupe part en tournée au Royaume-Uni mais Palmolive quitte le groupe six mois après l'avoir rejoint.
Après avoir quitté The Raincoats, Romero désire changer de vie et passe six mois en pèlerinage spirituel en Inde. Pendant ce temps, elle rencontre et épouse son mari Dave McLardy. En 1981, Romero donne naissance à son premier enfant, après son retour en Espagne. Repartie en Angleterre, Romero devient chrétienne. En 1989, la famille déménage à Cape Cod, dans le Massachusetts aux États-Unis, où elle compte finalement trois enfants. À partir de 1995, Paloma et son mari mènent un groupe appelé Hi-Fi, dans lequel ils réécrivent les paroles-clés de plusieurs anciens morceaux afin de refléter leurs croyances chrétiennes.
Le 13 décembre 2011, Palmolive apparaît à la télévision (RTVE) dans une émission centrée sur les Espagnols vivant à Boston, Massachusetts.